# Zalău
Zalău ([zaˈlə̯u], veraltet Zălau oder Zălău; ungarisch Zilah [ˈzilɒx], deutsch Zillenmarkt oder auch Waltenberg) ist eine Stadt in Rumänien und liegt im Kreis Sălaj im Kreischgebiet. Die Kommune besteht aus zwei Ansiedlungen, der Stadt Zalău und Stâna und liegt am Oberlauf des Zalău – ein rechter Nebenfluss der Crasna – an den nordwestlichen Hängen der Meseș-Berge (Munții Meseș).
Im Jahr 2007 hatte die Stadt ungefähr 63.600 Einwohner, 1992 zählte man noch 67.977 Einwohner. 20,1 Prozent der Einwohner waren Ungarn.
Die Bezeichnung der Stadt wechselte während der vergangenen Jahrhunderte mehrfach (im 12. Jahrhundert Ziloc, 1214 Ziloch, 1246 Sylac, 1282 Zylahu. a. unterschiedliche Bezeichnungen. Ab Ende des 18. Jahrhunderts mehrheitlich Zilah und Zălau, ab 1956 die aktuelle Bezeichnung Zalău).

## Geschichte
Die ersten Hinweise auf eine Siedlung in Zalău findet man in einer anonymen Chronik zu den Dokumenten des ungarischen Königs Béla IV. Bezüglich der ersten urkundlichen Erwähnung der Stadt ist die Quellenlage widersprüchlich. Einmal heißt es, sie sei im Jahr 1200 erfolgt, eine zweite Quelle spricht vom Jahr 1241, als die Mongolen Zalău zerstörten. Es kamen auch deutsche Siedler (hospites) in die Stadt. Eine Kirche wurde im Jahr 1246 gebaut. Bis zum Jahr 1538 war die Stadt Bestandteil von Zentral-Szolnok und somit Bestandteil des ungarischen Königreichs.
Am 1. August 1473 erteilte Matthias Corvinus, der König von Ungarn und Böhmen, die Stadtrechte. Das Oppidum Zilah erteilte den Einwohnern der Stadt entsprechende Privilegien und gab ihnen die wirtschaftliche Eigenständigkeit. Von 1538 bis 1552 war Zalău Teil des teilweise unabhängigen Fürstentums Siebenbürgen, regiert von Johann Zápolya und Johann Sigismund Zápolya. Von 1552 bis 1570 wurde Ungarn von den Habsburgern regiert. So kam es, dass die Stadt mit einigen anderen Landesteilen nach dem Abkommen von Speyer 1570 dem Fürstentum Siebenbürgen wieder zugeschlagen wurde.
Von 1806 bis 1876 bekam die Ansiedlung den Status einer sogenannten Freien Königsstadt. 1867 wechselte die Herrschaft erneut, diesmal wurde sie wieder Ungarn zugehörig. 14 Jahre später wurde Zalău Hauptstadt des Bezirks Zentral-Szolnok und des Komitates Szilágy (Sălaj) (1876 bis 1919). Ende 1887 erreichte die Eisenbahn von Carei die Stadt, 1890 die Szamostalbahn, welche Zalău mit Dej und Cluj-Napoca verband.
1918 wurde die Stadt durch die rumänische Armee besetzt und nach dem Friedensvertrag von Trianon 1919/1920 Teil des rumänischen Königreichs. Gemäß dem Wiener Schiedsspruch vom 30. August 1940 gehörte sie 1940 bis 1944 wieder zu Ungarn, um nach der Pariser Friedenskonferenz 1946 abermals Rumänien zugeschlagen zu werden.
Seit 1968 ist Zalău Hauptstadt des Kreises Sălaj.

## Wirtschaft
Nach dem Zweiten Weltkrieg entwickelten sich am Stadtrand einige Industriebetriebe. Zalău besitzt einen Umschlagsterminal an einer Eisenbahnlinie. Sie ist regionales Zentrum für landwirtschaftliche Produkte. Eine Möbelfabrik nutzt das Holz der umgebenden Hügel. Der französische Reifenproduzent Michelin hat sein rumänisches Hauptwerk am westlichen Stadtrand.

## Sehenswürdigkeiten
Im historischen recht kleinen Stadtkern, befindet sich das Bezirksmuseum mit einer nennenswerten archäologischen Abteilung. Es zeigt Artefakte aus der vorgeschichtlichen Zeit sowie der Römerzeit, vor allem aus Porolissum. Im Stadtbild fällt eine große, aber relativ niedrige, grün-bedachte reformierte Kirche auf. Weitere auffällige Gebäude der Stadt sind unter anderem:
- Palast der Kulturen (postmoderner Bau mit viel Glas)
- Palast des Präfekten
- Das Kunstmuseum Ioan Sima

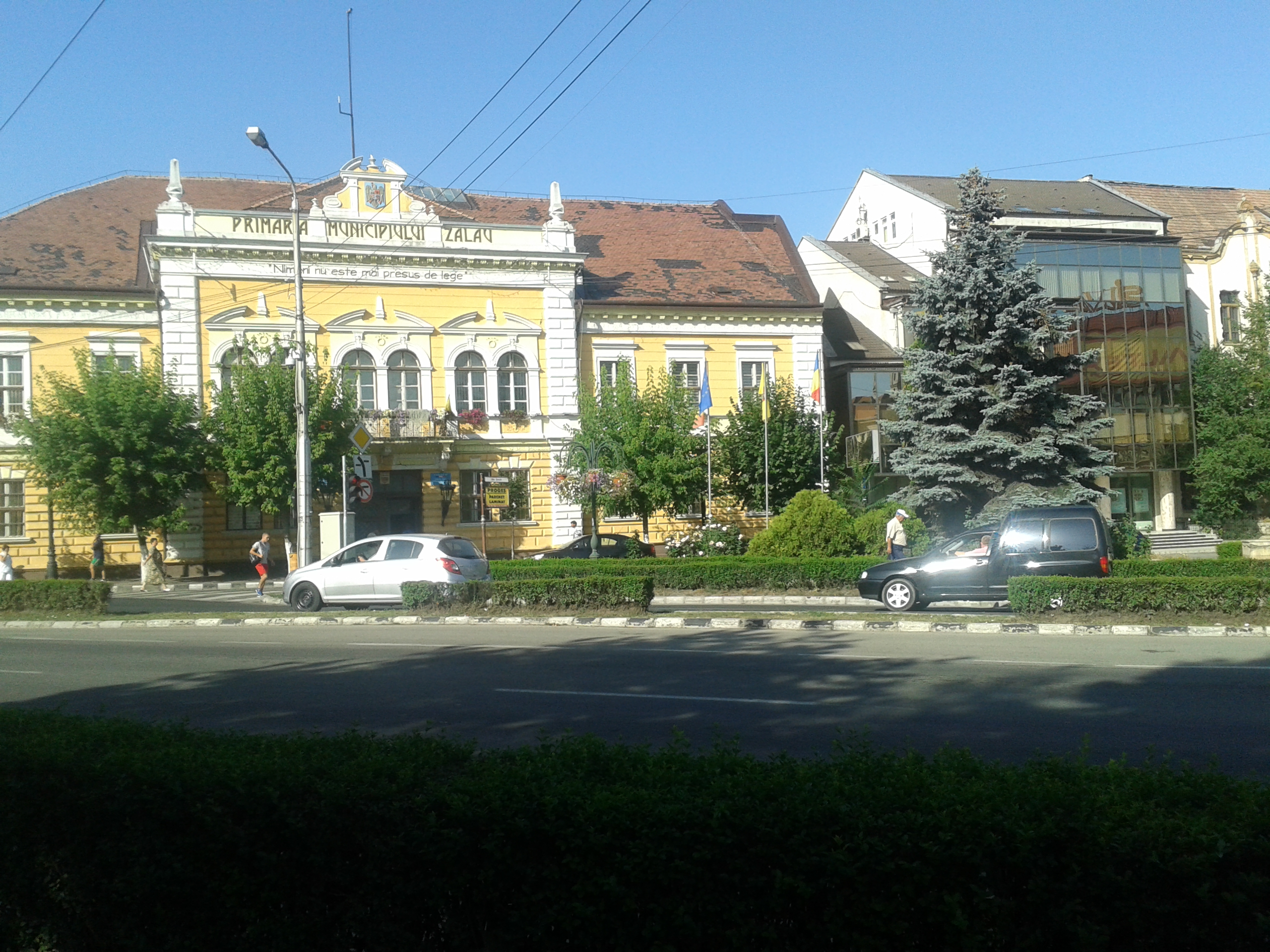
Rathaus
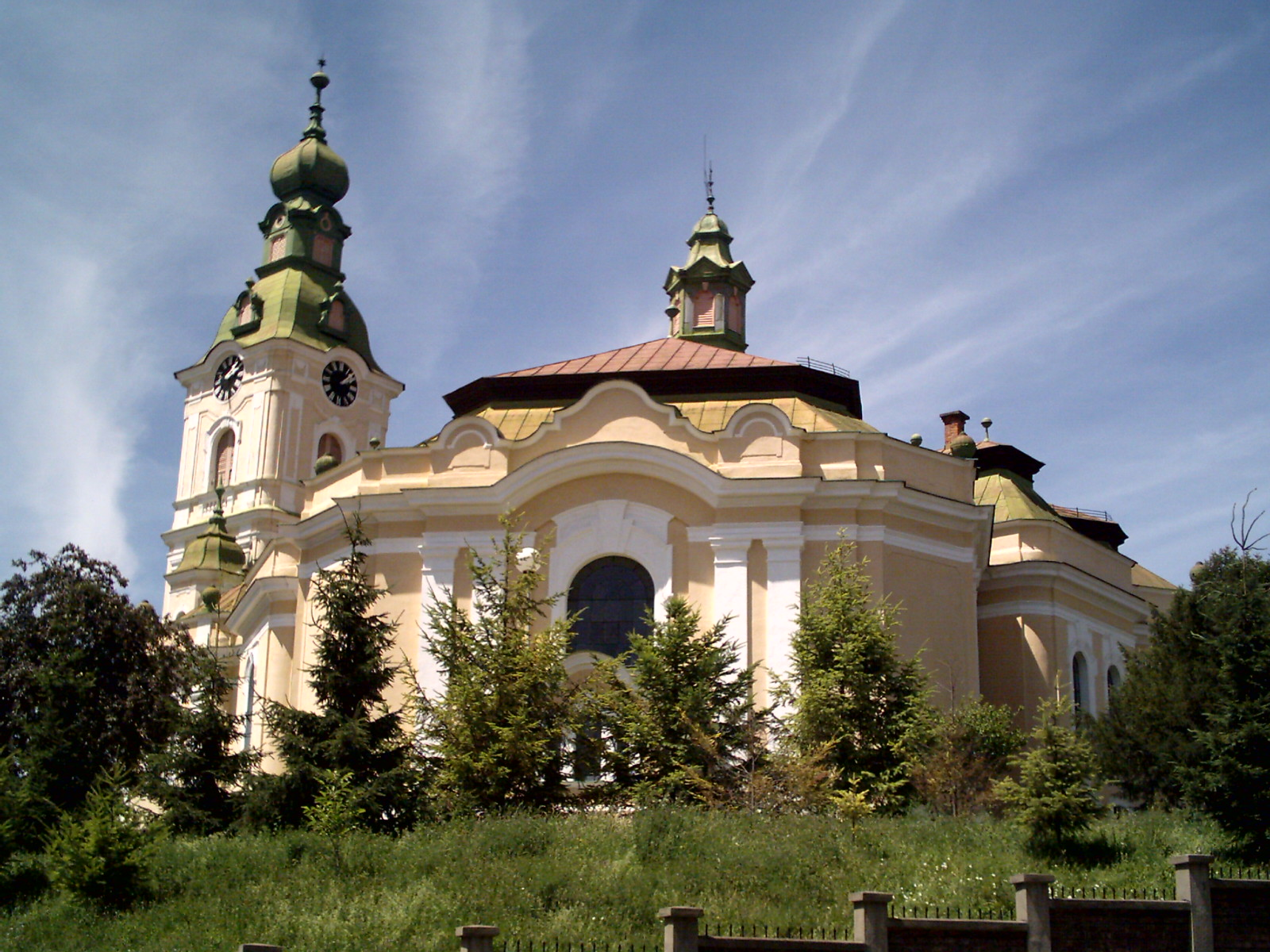
Reformierte Kirche
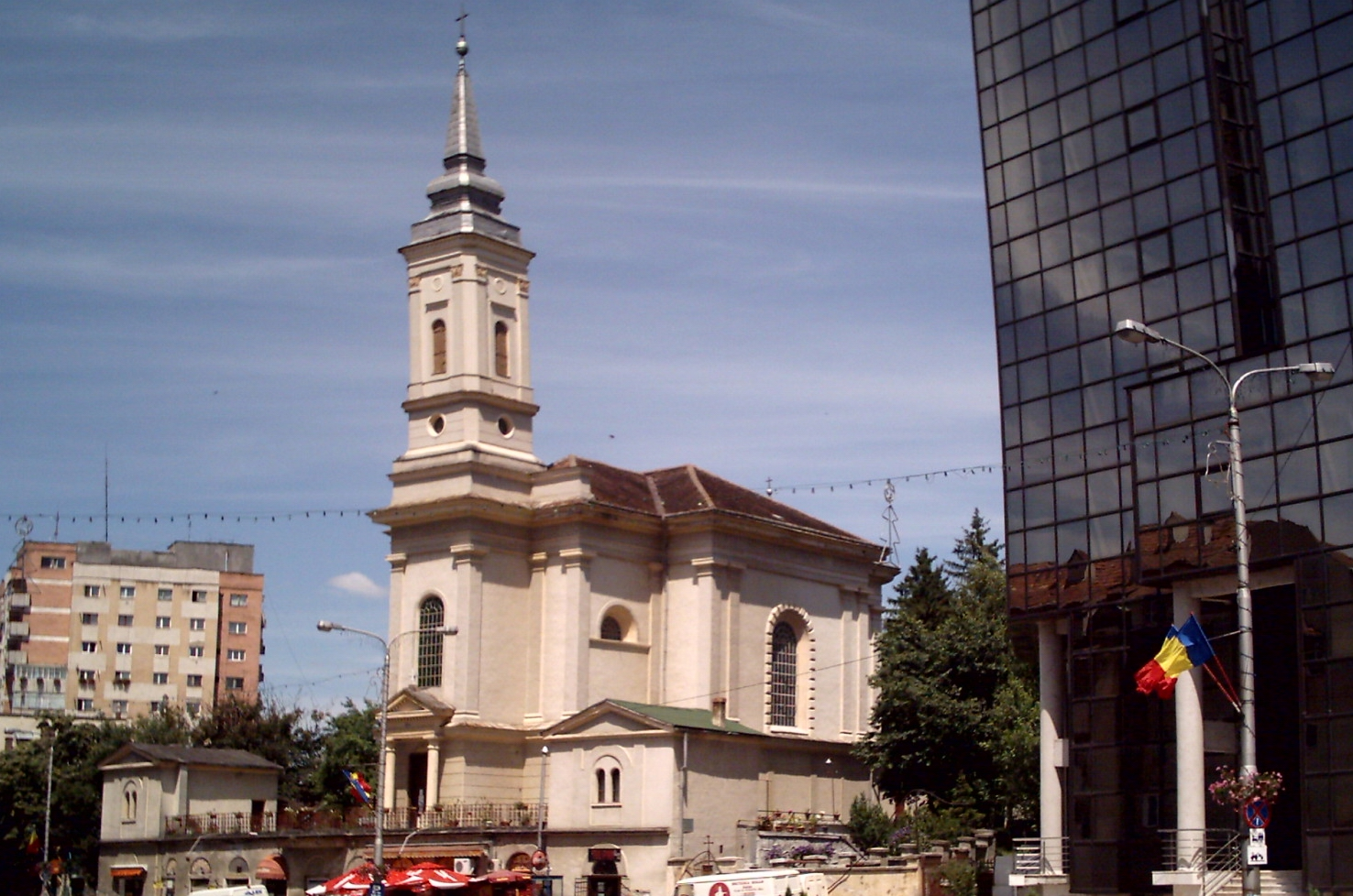
Katholische Kirche
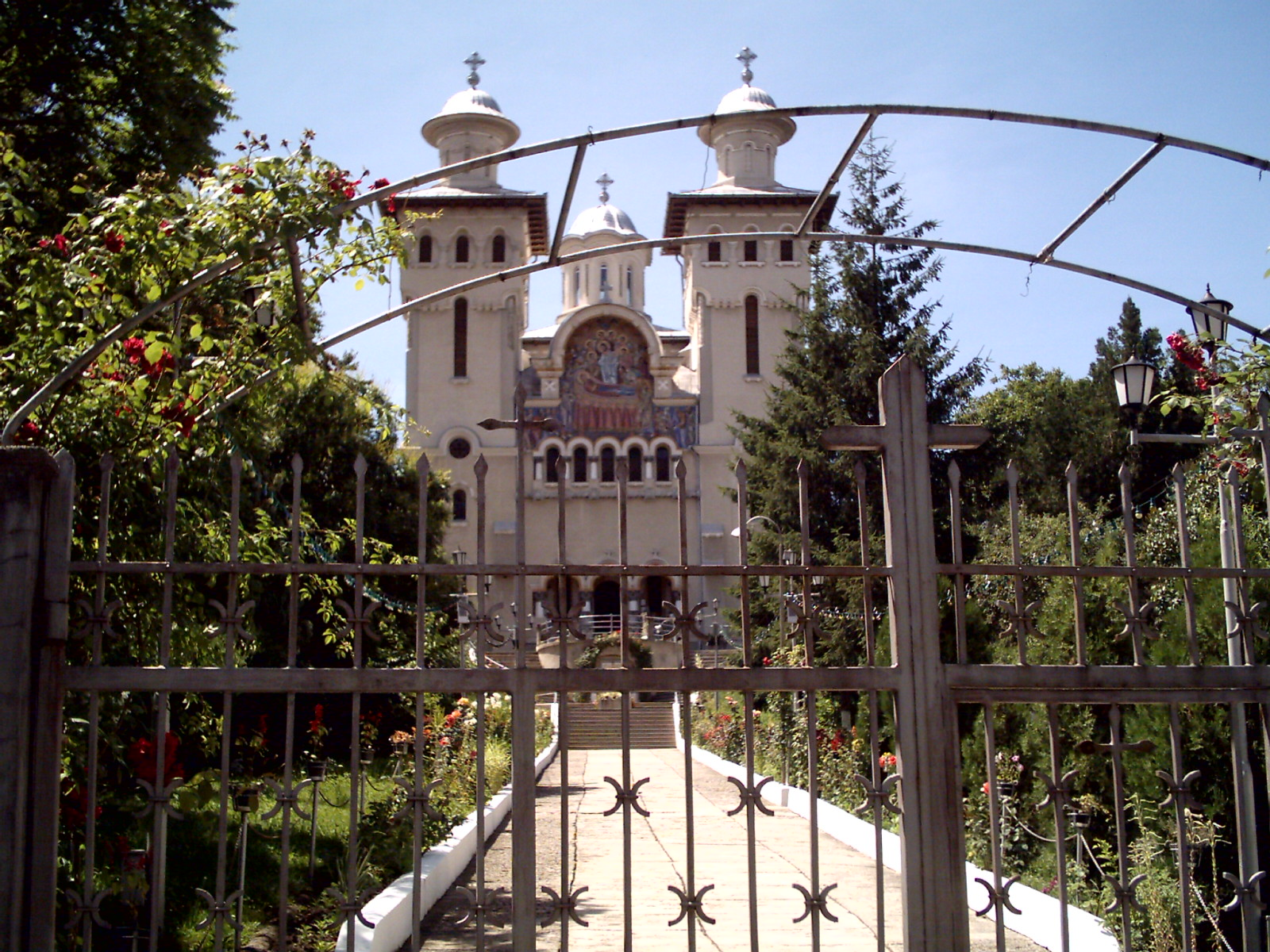
Orthodoxe Kathedrale
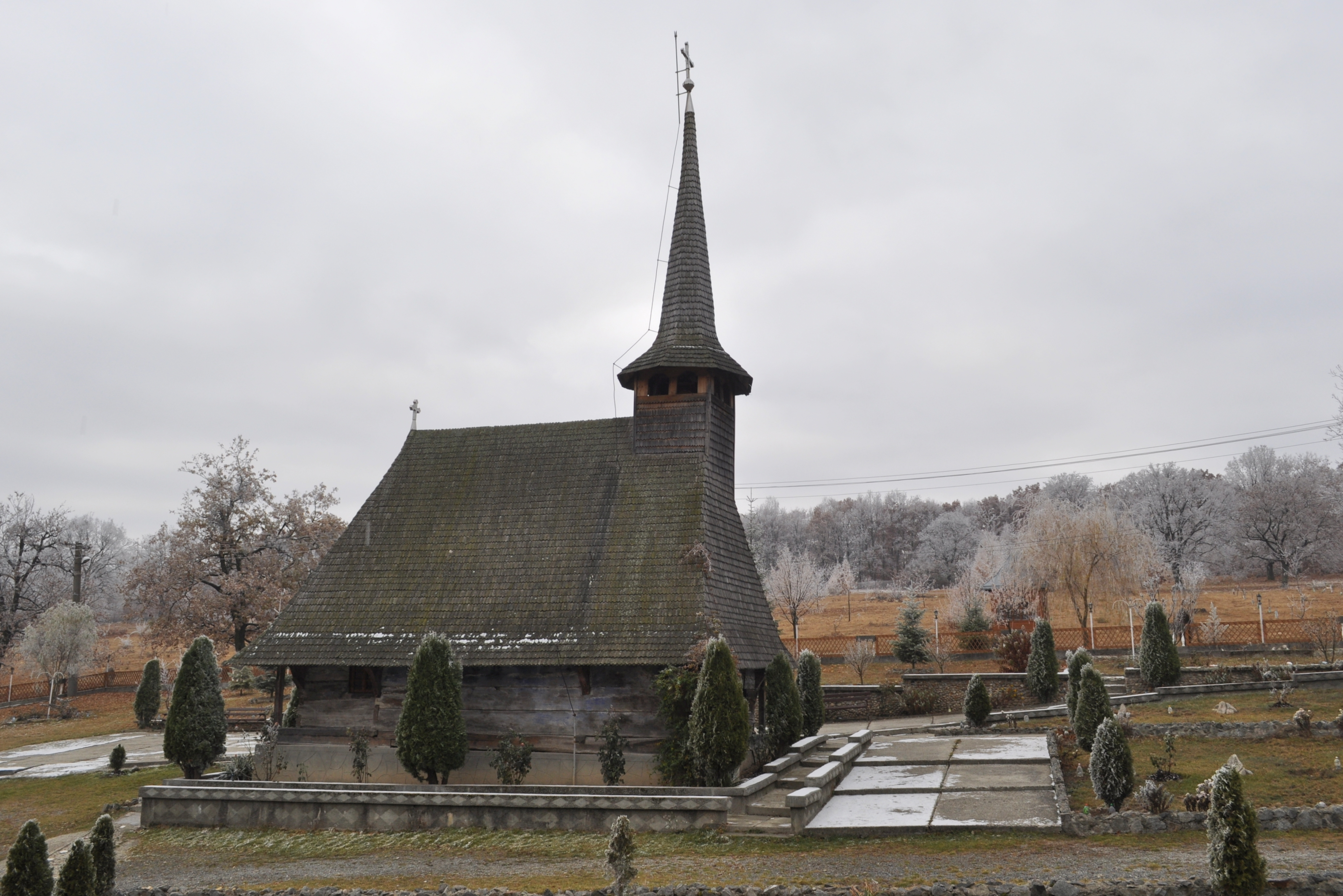
Holzkirche, ehemals im Stadtteil Stâna, heute im Kloster Bic bei Șimleu Silvaniei

## Söhne und Töchter der Stadt
- Ágnes Zilahy (1848–1908), Schriftstellerin und Autorin
- Remus Ghiurițan (* 1919), Fußballspieler
- Mircea Luca (1921–2008), Fußballspieler
- Florian Pop (* 1952), Mathematiker
- Dacian Cioloș (* 1969), Politiker
- Ioan Codruț Șereș (* 1969), Politiker
- Eduard Raul Hellvig (* 1974), Politiker
- Cristina Casandra (* 1977), Leichtathletin
- Cristian Terheș (* 1978), Priester und Politiker
- Ramona Maier (* 1979), Handballspielerin
- Bogdan Ungurușan (* 1983), Fußballspieler
- Dorin Goga (* 1984), Fußballspieler
- Adelina Pastor (* 1993), Leichtathletin
- Robert Parge (* 1997), Leichtathlet
- Rareș Bălean (* 1997), Fußballspieler

## Städtepartnerschaften
Zalău unterhält eine Partnerschaft mit der ungarischen Stadt Szentendre seit 1990, seit 2003 mit der ukrainischen Stadt Kamjanez-Podilskyj, mit der italienischen Stadt Imola seit 2005, seit 2006 mit der englischen Verwaltungsgliederung Sandwell und seit 2020 mit der moldawischen Gemeine Răzeni im Rajon Ialoveni.